# シャフミアン地区

シャフミアン地区の地図。左がカルバチャル地域、右がシャフミアン地域。

シャフミアン地区（シャフミアンちく、アルメニア語: Շահումյանի շրջան、ロシア語: Шаумянский район）は、かつてアゼルバイジャンのナゴルノ・カラバフを実効支配していたアルツァフ共和国（ナゴルノ・カラバフ共和国）の地区（ラヨン）。1999年から2020年までの中心都市はカルバチャル（アゼルバイジャン語名キャルバジャル）。2020年ナゴルノ・カラバフ紛争の停戦協定でカルバチャルを含むほぼ全域がアゼルバイジャンへ返還され、チャラクダルやアクナバードなどわずかな村落を残すのみとなっている。アルツァフ北西部に位置し、マルタケルト地区、カシャタグ地区、アルメニアと接していた。
シャフミアン地区は地理的・歴史的経緯からシャフミアンやゲタシェンがある地区北部と、カルバチャルやチャラクダルがある地区西部の2地域に大別できる。本稿では便宜上地区北部をシャフミアン地域、地区西部をカルバチャル地域と呼称する。
両地域ともアルツァフの前身にあたるナゴルノ・カラバフ自治州には属していない。シャフミアン地域はアルメニア人が多く居住し、アルツァフ建国の住民投票に参加した。地区名はシャフミアンに由来するが、アルツァフは1992年6月以降シャフミアン地域を実効支配しておらず、「アゼルバイジャンの占領地」として領有権を主張していた。カルバチャル地域は元々アゼルバイジャン人が多く居住していたが、1993年にアルツァフが占領した。停戦後は実質カルバチャル地域だけで成り立っていたが、2020年紛争の停戦協定でほとんどをアゼルバイジャンへ返還し、残る地域も2023年のアゼルバイジャンの攻撃後に失った。ただし名目上は廃止されていない。
アゼルバイジャン領復帰後はシャフミアン地域がゴランボイ県（シャフミアン）とギョイギョル県（ゲタシェン）、カルバチャル地域がキャルバジャル県の一部となった。
2020年紛争以前の面積は1,829.8平方キロメートル、領有権を主張していたシャフミアン地域の面積は701平方キロメートル。人口は3,300人。人口はアルツァフの行政区画で最も少なく、総人口のわずか2%にすぎなかった。

## 歴史

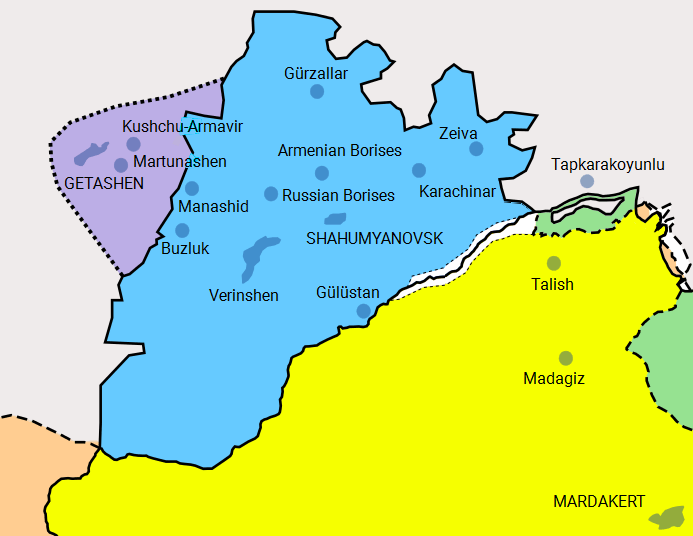
シャフミアン地域の拡大図。水色が旧シャウミャノフスク地区、紫色が旧ゲタシェン準地区

前身はアゼルバイジャン・ソビエト社会主義共和国のシャウミャノフスク地区。ナゴルノ・カラバフ自治州には属していなかったが、アルメニア人が多く居住していた。ナゴルノ・カラバフ戦争（第一次ナゴルノ・カラバフ戦争、1988年 - 1994年）中の1991年2月12日、アゼルバイジャン議会はシャウミャノフスク地区を廃し、アゼルバイジャン人が多数居住するカスム・イスマイロフ地区（現在のゴランボイ県）へ編入を決定した。続いて4月30日よりソ連軍とアゼルバイジャンの特殊部隊が合同で旧シャウミャノフスク地区とハンラル地区（現在のギョイギョル県）に住むアルメニア人の排除を目的とした円環作戦を実施し、1万人以上のアルメニア人難民が発生した。
9月2日、旧シャウミャノフスク地区議会はナゴルノ・カラバフ自治州と共にアルツァフ共和国（当時はナゴルノ・カラバフ共和国）の建国を宣言した。12月10日の住民投票には、同じくアルメニア人が多数居住するハンラル地区のゲタシェン準地区（ロシア語: Геташенского подрайона）も参加し、アルツァフへの加盟を表明した。だがシャフミアン地域は1992年6月12日より始まったゴランボイ作戦でアゼルバイジャン軍の攻撃を受け、4日後には全域を失った。1993年3月27日、アルツァフを軍事的に支援しているアルメニア軍はアゼルバイジャンのキャルバジャル県を攻撃し、1993年4月2日には全域を占領した。キャルバジャル県はシャフミアン地区とマルタケルト地区に分割された。
シャフミアン地域のアルメニア人はアゼルバイジャン軍の占領時に脱出し、一方のカルバチャル地域のアゼルバイジャン人はアルメニア軍の占領時に脱出した。国際連合安全保障理事会は決議第822号でカルバチャル地域からの撤退を要求したが、決議に反して1999年以降アルメニア人の再定住が始まった。またシャフミアン地区の行政府は創設時よりアクナバードに置かれていたが、1999年にカルバチャルへ移転した。
2017年9月1日、地区内を横断するヴァルテニス・マルタケルト高速道路が開通した。アルメニアとアルツァフを結ぶ2番目の道路で、建設費用は両国政府と世界中のアルメニア人のディアスポラからの募金で賄われた。
2020年ナゴルノ・カラバフ紛争（第二次ナゴルノ・カラバフ戦争）では戦場にならなかったものの、停戦協定で「アルツァフの占領地」のアゼルバイジャンへの返還が決定し、返還期限の11月25日までに多くのアルメニア人住民がカルバチャル地域から脱出した。なおチャラクダルやアクナバードは返還対象ではなかったが、勘違いしたチャラクダルの住民は脱出準備を済ませて家に火を放つといった混乱もあった。残された村は引き続きシャフミアン地区の管轄とされた。また2021年3月25日にSergey Chilingaryanがシャフミアン地区の行政長官に任命されており、名目上は廃止されていない。
2023年ナゴルノ・カラバフ衝突（アゼルバイジャン攻勢）ではチャラクダルを失った。アルツァフ降伏後は全域をアゼルバイジャンが支配しているが、地区は名目上存続しており行政長官は無給で公務に就いている。

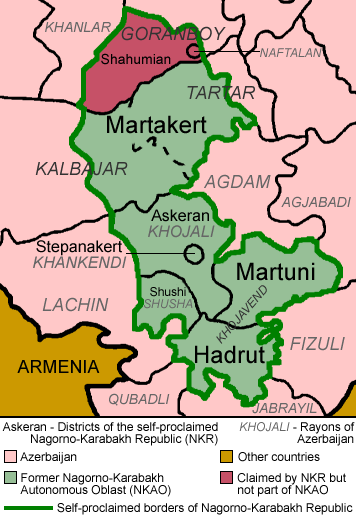
シャウミャノフスク地区時代の領域
2020年紛争までの領域
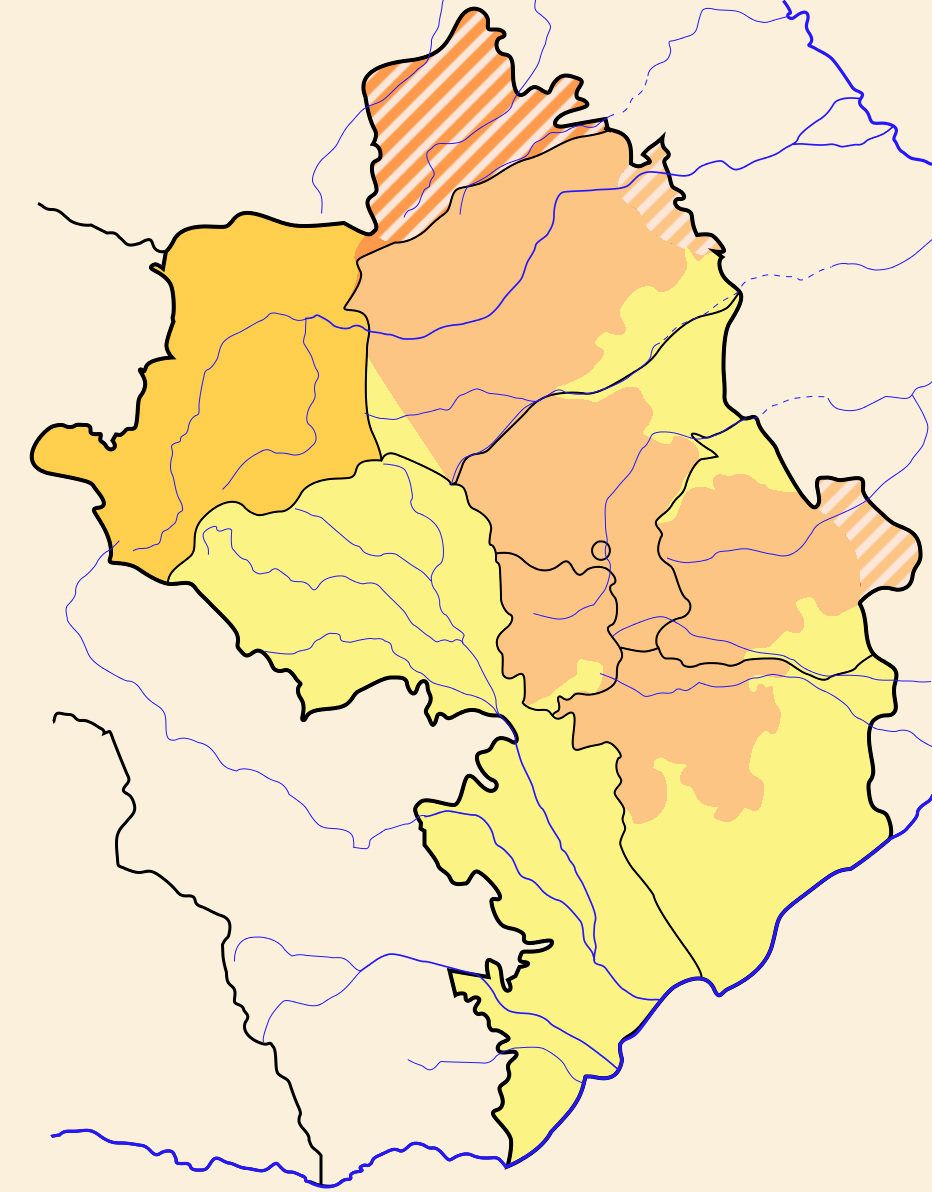
旧自治州と2020年までのシャフミアン地区を重ね合わせた地図
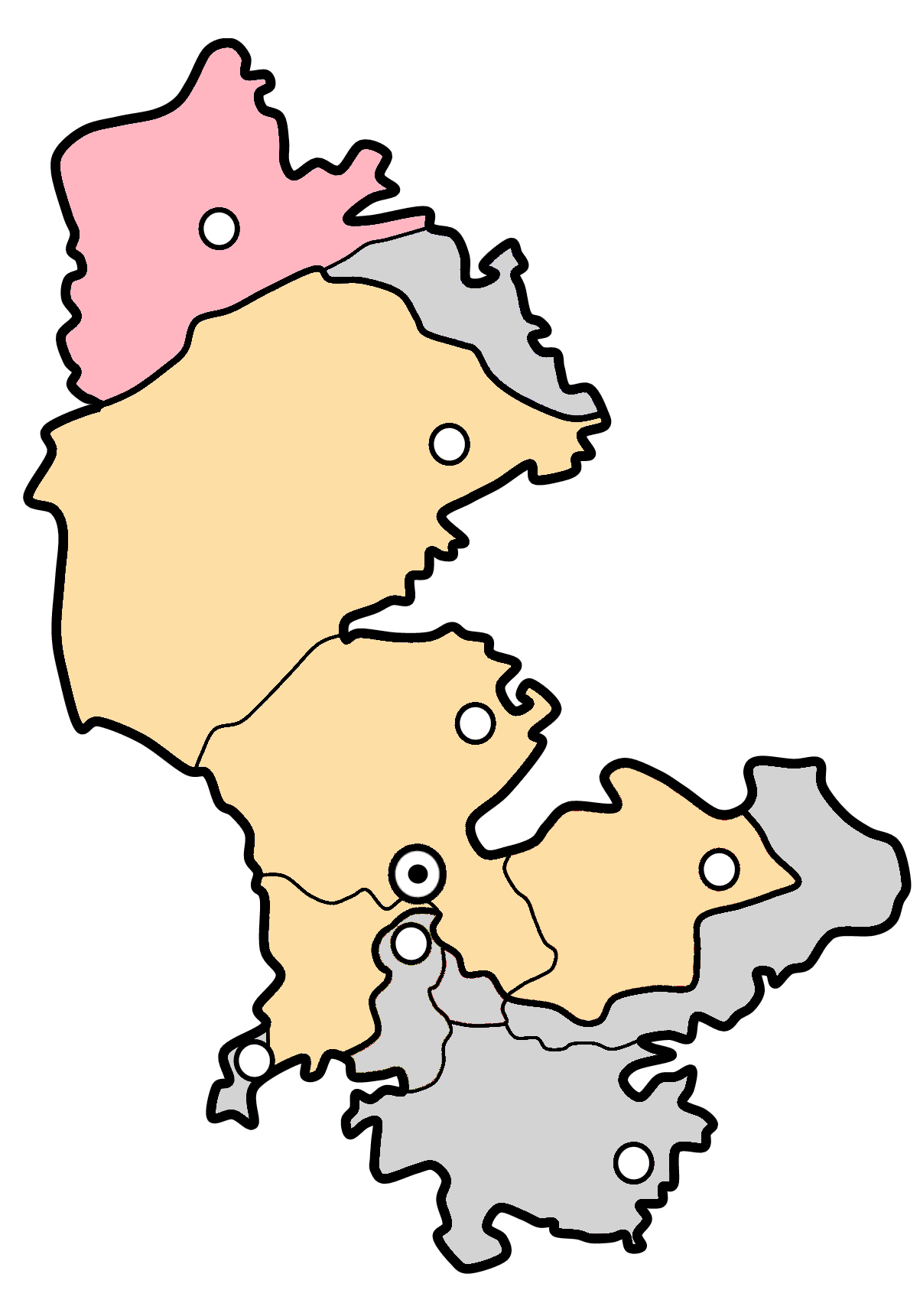
2020年紛争から2023年までの領域

## 地理
ほぼ全域が山岳地帯であり、アルメニア高原の一部を形成する。国内最高峰のムロヴ山は、カルバチャル地域北部のアゼルバイジャンとの「国境」に位置している。
主な河川はタルタル川で、地区内に水源が存在する。タルタル川は農業に使われるだけでなく、マルタケルト地区にあるサルサン貯水池のサルサン水力発電所で国内の電力需要を支えている。

## 都市
2020年1月時点で1都市と40農村共同体が所属している。このうち、17の農村共同体はアゼルバイジャンの支配下にある。
以下は2005年国勢調査に記載されている都市の一覧である。カッコ内はアゼルバイジャン語名で、説明の無い都市は2020年紛争の停戦協定でアゼルバイジャンに返還された。
都市
- カルバチャル（ロシア語版）

村
- Nor Verinshen（Çaykənd）
- Nor Manashid（Hacıkənd）
- Eghednout（Qamışlı）
- Zuar（Zülfüqarlı）
- Tsar（Zar）
- Havsatagh（Almalıq）
- Nor Bradjour（Qılınclı）
- チャラクダル（ロシア語版）（2023年まで領有）
- ノル・ゲタシェン（Nadirxanlı）
- アクナバード（ロシア語版） - 周囲をマルタケルト地区に囲まれた飛び地（2023年まで領有）
- Dadivank（Vəng）
- Nor Erkej（Bağlıpəyə）
- Nor Karachinar（Seyidlər）
- Khaekhapout（Meşəli）

### 領有権を主張している都市
旧シャウミャノフスク地区
- Buzlukh（Buzluq）
- Gyulista（Gülüstan）
- Menashen（Mənəşli）
- Karachinar（Qaraçinar）
- シャフミアン（ロシア語版）
- Verinshen（Yuxarı Ağcakənd）
- ゼイヴァ（英語版）

旧ゲタシェン準地区
- ゲタシェン（ロシア語版）
- Kushchi Armavir
- Martunashen

## 住民
2020年1月1日時点の法定人口は3,300人で、総人口の2%を占める。住民のほとんどはアルメニア人である。自治州時代はアゼルバイジャン人もいたが、第一次ナゴルノ・カラバフ戦争の際に脱出している。
2005年および2015年国勢調査の地区人口および民族別人口の変遷は以下の表のとおり。
| 民族               | 2005年 | 2015年 |
| ------------------ | ------ | ------ |
| アルメニア人       | 2,546  | -      |
| アゼルバイジャン人 | -      | -      |
| ロシア人           | 2      | -      |
| その他             | 12     | -      |
| 地区人口           | 2,560  | 3,090  |

なお参考として、アゼルバイジャン・ソビエト社会主義共和国のシャウミャノフスク地区、ハンラル地区、キャルバジャル地区の1979年ソ連国勢調査の結果についても掲載する。
| 民族               | シャウミャノフスク地区 | ハンラル地区 | キャルバジャル地区 |
| ------------------ | ---------------------- | ------------ | ------------------ |
| アルメニア人       | 14,623                 | 13,975       | 49                 |
| アゼルバイジャン人 | 4,150                  | 60,158       | 40,329             |
| ロシア人           | 1,139                  | 1,071        | 44                 |
| その他             | 60                     | 1,424        | 94                 |
| 地区人口           | 19,972                 | 76,628       | 40,516             |

## 観光地
多くの歴史的建造物が保存されている。また温泉が多数存在する。
- ダディヴァンク修道院（ロシア語版）
- ハンダバード修道院（ロシア語版）
- ハンダバード要塞（ロシア語版）
- ツァーリ村